# مونلوئل
مونلوئل (به فرانسوی: Montluel) یک کمون در فرانسه است که در Canton of Montluel واقع شده‌است.

## خصوصیات
مونلوئل ۴۰٫۱۱ کیلومترمربع مساحت و ۶٬۷۷۴ نفر جمعیت دارد و ۱۹۹ متر بالاتر از سطح دریا واقع شده‌است.

## خواهرخوانده
شهر اویتفیلدن خواهرخواندهٔ مونلوئل هست.